# Doris Tulifau
Maluseu Doris Tulifau (geb. 1990 oder 1991) ist eine Samoa-Amerikanische (Tagata Samoa i le Iunaite Sitete) Menschenrechtsaktivistin, die vornehmlich Häusliche Gewalt in Samoa bekämpft. Sie ist die Gründerin der gemeinnützigen Organisation Brown Girl Woke (BGW), welche Frauen und Mädchen in Samoa unterstützt, sich gegen Gewalt gegen Frauen (gender-based violence) zu wehren.

## Leben
Tulifau wuchs in einer samoanischen Familie in San Francisco auf. Ihre Eltern sind beide Samoaner, waren jedoch in Neuseeland aufgewachsen, bevor sie in die Vereinigten Staaten auswanderten. Nachdem Tulifau dir Highschool abgeschlossen hatte, zog ihre Familie nach Modesto, Kalifornien, wo sie eine Kirche erwarben, da ihr Vater ein Pastor ist. Sie erwarb einen Bachelor in Education and Psychology an der Sacramento State University und später einen Master in Multicultural Education. Sie überlegte einen PhD (Doktortitel) anzustreben, entschied sich jedoch letztlich dazu in Milieu-Umgebungen (community settings) zu arbeiten.

## Karriere
Tulifau ist die Gründerin der Organisation Brown Girl Woke (B.G.W.), welche sie ursprünglich 2014 als Online-Kampagne ins Leben rief; dann zog sie 2018 nach Samoa um die Organisation aufzubauen. B.G.W. ist eine feministische Gruppe, die Frauen und Mädchen unterstützt und häusliche Gewalt in Samoa bekämpft. Die Gruppe nutzt Social Media und Treffen an College-Campūs um öffentliches Bewusstsein für Frauenrechte zu fördern und nimmt sowohl Männer als auch Frauen auf. Stand 2023 gab es regelmäßige Treffen an der National University of Samoa und der University of the South Pacific, sowie Initiativen an verschiedenen Schulen. Während der COVID-19 Pandemie erhielt die Organisation eine Spende von Atemmasken um diese an Mitglieder der verschiedenen Communities zu verteilen.
Im Laufe ihrer Karriere hat Tulifau oft darüber gesprochen, dass das samoanische Gewohnheitsrecht, besonders das „ifoga“-Ritual, ungeeignet ist in Fällen der häuslichen Gewalt. Sie hat auch die Regierung von Samoan aufgefordert eine Nulltoleranzstrategie gegenüber geschlechtsspezifischer Gewalt anzuwenden. 2024 besuchte sie das 4. Small Island Developing States Conference and Gender Equality Forum zusammen mit samoanischen Beamten und anderen Aktivisten wie Nadia Meredith Hunt und Adelaide Nafoi.
Tulifau betreibt auch einen Podcast und ist Fernseh- und Radio-Sprecherin.

## Persönliches
Tulifau hat selbst geschlechtsspezifische Gewalt erlebt. Sie hat zwei Geschwister.